# Das oberste Gesetz
Das oberste Gesetz (Originaltitel: Prime Factors) ist die zehnte Episode der ersten Staffel der US-amerikanischen Science-Fiction-Fernsehserie Star Trek: Raumschiff Voyager. Sie wurde in englischer Sprache erstmals am 20. März 1995 auf UPN ausgestrahlt. In Deutschland war sie zum ersten Mal am 16. August 1996 in einer synchronisierten Fassung bei Sat.1 zu sehen.

## Handlung
Im Jahr 2371 bei Sternzeit 48642.5 nähert sich ein fremdes Raumschiff der Voyager. Es sendet ein Notsignal, doch nicht, weil es selbst in Not ist, sondern weil seine Besatzung beabsichtigt, der Voyager zu helfen. Der Kommandant Gathorel Labin erklärt, ihm und seinem Volk, den Sikarianern, sei zu Ohren gekommen, dass die Voyager sich fern von zuhause befindet und einen Heimweg sucht. Er lädt die Besatzung ein, eine unbeschwerte Zeit auf seinem Heimatplaneten zu verbringen.
Captain Kathryn Janeway nimmt diese Einladung gern an. Labin führt sie über einen Markt und will ihr großzügige Geschenke machen. Einsatzoffizier Harry Kim macht unterdessen die Bekanntschaft einer jungen Wissenschaftlerin namens Eudana. Am Abend möchte sie gern einige Zeit mit ihm allein verbringen. Über eine Plattform teleportieren sich die beiden an einen Ort namens Alastria. Dort ist gerade Morgendämmerung. Erst nach einer Weile bemerkt Kim, dass er sich auf einem anderen Planeten befindet, denn es gehen zwei Sonnen auf, obwohl Sikaris nur eine besitzt. Eudana erklärt ihm, dass ihr Volk über eine Trajektor-Technologie verfügt, die auf Raumfaltung basiert und es ermöglicht, in kürzester Zeit weite Strecken zurückzulegen. Alastria ist 40.000 Lichtjahre von Sikaris entfernt und damit am äußersten Rand der Reichweite des Trajektors. Kim wird klar, dass die Voyager ihre Heimreise mit dieser Technologie um mehr als die Hälfte verkürzen könnte. Nach der Rückkehr nach Sikaris erzählt er sofort Janeway von dieser Entdeckung. Sie bittet Labin darum, die Trajektor-Technologie verwenden zu dürfen, doch der muss ablehnen, denn der Kanon der Gesetze verbietet es den Sikarianern, ihre Technologie mit Außenstehenden zu teilen.
Da die Sternenflotte mit der Obersten Direktive ein vergleichbares Gesetz hat, zeigt Janeway Verständnis für Labins Standpunkt. Dennoch will sie sich diese einmalige Gelegenheit nicht entgehen lassen. Kim hat bemerkt, dass die Sikarianer großes Interesse an den Geschichten der Voyager-Besatzung zeigen. Janeway möchte Labin daher einen Handel vorschlagen: Die Nutzung der Trajektor-Technologie im Gegenzug für eine umfangreiche Geschichtensammlung aus dem Schiffscomputer. Labin lehnt dies weiter mit Bedauern ab, verspricht aber, die Möglichkeit zu diskutieren, dass die Sikarianer die Voyager von ihrem Planeten aus teleportieren, ohne ihr Technologie zu überlassen.
Im Maschinenraum lässt das Thema derweil der Chefingenieurin B’Elanna Torres keine Ruhe, ebenso wenig ihren Mitarbeitern Seska und Joe Carey. Gemeinsam spekulieren sie, wie diese Trajektor-Technologie funktionieren könnte. Sie vermuten, dass die Teleportation durch eine Neutrino-Blase erfolgt, die theoretisch auch vom Hauptdeflektor der Voyager erzeugt werden könnte. Kim trifft sich unterdessen erneut mit Eudana. Sie macht ihn mit Labins Assistenten Jaret Otel bekannt, der ihm anbietet, den Tausch der Trajektor-Technologie gegen die Geschichtensammlung inoffiziell durchzuführen. Er macht deutlich, dass Labin kein ernsthaftes Interesse daran hat, die Technologie zu teilen.
Kim unterrichtet Janeway über dieses Gespräch. Dies stürzt Janeway in einen Gewissenskonflikt. Sie will nicht gegen das sikarianische Recht verstoßen und setzt daher auf weitere Verhandlungen mit Labin. Sie muss aber schnell erkennen, dass Otel Recht hatte. Labin verweigert ihr weiterhin jeglichen Zugang zum Trajektor. Janeway bemerkt, dass seine Gastfreundschaft nur dazu diente, an die Geschichten den Voyager zu kommen, und das auch diese ihn nur für begrenzte Zeit begeistern werden. Da von ihm nichts mehr zu erwarten ist, kehrt Janeway auf die Voyager zurück und beschließt, den Orbit von Sikaris zu verlassen, sobald alle anderen Besatzungsmitglieder zurück auf dem Schiff sind.
Torres, Seska und Carey wollen jetzt auf eigene Faust handeln und den Tausch mit Otel durchführen, bevor es zu spät ist. Als sie auf den Planeten beamen wollen, wird ihnen jedoch plötzlich der Zugriff auf die Computersysteme verwehrt. Sicherheitschef Tuvok ist ihnen auf die Schliche gekommen, doch er will sie nicht verhaften, denn er ist auf ihrer Seite. Er beschließt, den Tausch selbst durchzuführen und kehrt mit einem Gerät zurück, das Seska sogleich untersucht. Sie stellt fest, dass es einen Verstärker in der Größe eines Planeten benötigt. Die drei Ingenieure müssen erkennen, dass die einzigartige Kristallstruktur im Mantel von Sikaris eines Komponente ist, ohne die die Trajektor-Technologie nicht funktioniert. Das Gerät ist daher wertlos, sobald die Voyager den Orbit verlässt. Torres täuscht daher eine Fehlfunktion vor, um dies hinauszuzögern. Es gelingt schließlich, das Gerät zu aktivieren und ein Trajektor-Feld baut sich auf. Es kommt jedoch schnell zu einer Überlastung, denn statt mit Neutrinos arbeitet das Gerät mit Antineutrinos. Es ist daher nicht kompatibel mit den Systemen der Voyager und um weitere Schäden zu vermeiden, bleibt Torres keine Wahl, als das Gerät zu zerstören.
Torres übernimmt gegenüber Janeway die volle Verantwortung für ihr eigenmächtiges Vorgehen. Tuvok springt ihr bei und gesteht, dass er den Tausch mit Otel durchgeführt hat. Dass Tuvok sie hintergangen hat, schmerzt Janeway besonders, da sie seit vielen Jahren mit ihm befreundet ist. Zudem muss sie einsehen, dass sie keine Möglichkeit hat, ihre Offiziere zu bestrafen, da sie während der Heimreise der Voyager auf sie angewiesen ist.

## Verbindungen zu anderen Star-Trek-Produktionen
Gemäß der angegebenen Sternzeit spielt die Handlung von Das oberste Gesetz parallel zum Spielfilm Star Trek: Treffen der Generationen.
In Folge 1.06 (Die geheimnisvolle Box) von Star Trek: Picard aus dem Jahr 2020, die im Jahr 2399 spielt, wird impliziert, dass die Sikarianer von den Borg assimiliert wurden, da diese ihre Trajektor-Technologie nutzen.

## Produktion

### Drehbuch
Die Sikarianer waren ursprünglich neben den Kazon und den Vidiianern als die dritten wiederkehrenden Gegner in der ersten Staffel von Star Trek: Raumschiff Voyager geplant. Es blieb allerdings bei diesem einen Auftritt.
David R. George III und Eric A. Stillwell hatten zunächst die Idee, dass die Sikarianer die Auftraggeber der Aufseher sein sollten, die in Person von Gary Seven in der Folge Ein Planet, genannt Erde der Originalserie Raumschiff Enterprise eingeführt worden waren. Das Produktionsteam von Star Trek: Raumschiff Voyager wollte allerdings keine so starke Verbindung zu Raumschiff Enterprise. Die Produzenten mochten allerdings die anderen Aspekte der Geschichte und nahmen schließlich eine überarbeitete Fassung ihrer Geschichte an.

### Darsteller
Die Hauptfigur Der Doktor (Robert Picardo) hat in dieser Folge keinen Auftritt.

## Rezeption
Keith DeCandido bewertete Das oberste Gesetz 2020 auf tor.com als eine herausragende Folge von Star Trek: Raumschiff Voyager. Er fand es sehr spannend, dass die Besatzung eines Föderationsraumschiffs ihre oberste Direktive einmal von der anderen Seite betrachten muss. Auch die Idee, Geschichten als Währung zu nutzen, gefiel ihm. Er lobte auch die Darstellung von Ronald Guttman als Labin. DeCandido war auch beeindruckt von Tuvok, der mit seiner Entscheidung eindeutig falsch lag, aber dennoch Wege findet, um sie zu rationalisieren. Stark fand er auch die Erkenntnis von Janeway, dass sie keine Möglichkeit hat, ihre ungehorsamen Offiziere zu bestrafen, sondern nur darauf hoffen kann, dass sich ein solcher Vorfall nicht wiederholt. Auch dass die Sternenflotten- und der Maquis-Mannschaft mittlerweile sehr stark zusammengewachsen sind, fand DeCandido gut dargestellt, den Zeitpunkt innerhalb der Serie fand er aber etwas zu früh gewählt. Dass der erste Offizier Chakotay in dieser Geschichte praktisch keine Rolle spielt, hielt DeCandido für eine verpasste Chance.